# Percy Bysshe Shelley
Percy Bysshe Shelley (Field Place, Horsham, 4 de agosto de 1792 — Mar Lígure, Golfo de Spezia, 8 de julho de 1822) foi um dos mais importantes poetas românticos ingleses.
Shelley é famoso por obras tais como Ozymandias, Ode to the West Wind, To a Skylark, e The Masque of Anarchy, que estão entre os poemas ingleses mais populares e aclamados pela crítica. Seu maior trabalho, no entanto, foram os longos poemas, entre eles Prometheus Unbound, Alastor, or The Spirit of Solitude, Adonaïs, The Revolt of Islam, e o inacabado The Triumph of Life. The Cenci (1819) e Prometheus Unbound (1820) são peças dramáticas em 5 e 4 atos respectivamente. Ele também escreveu os romances góticos Zastrozzi (1810) e St. Irvyne (1811) e os contos The Assassins (1814) e The Coliseum (1817).
Shelley foi famoso por sua associação com John Keats e Lord Byron. A romancista Mary Shelley foi sua segunda esposa. Um dos mais significativos poetas românticos da Inglaterra.

## Vida

### Educação
Filho de Sir Timothy Shelley, um membro Whig do Parlamento, e sua esposa Elizabeth Pilford, uma proprietária de Sussex, Shelley nasceu em Field Place, Horsham, Inglaterra, crescendo ao lado dos irmãos Elizabeth, Mary, Helen (que morreu na infância), outra Helen, Margaret e John. Margaret e Helen viveram solteiras até a velhice, e em suas memórias e cartas se referem à meninice de Percy.
Percy recebeu sua primeira educação com aulas ministradas pelo Reverendo Evan Edwards. O pai o preparava para a oratória e para a vida pública, lendo com ele os clássicos, na expectativa de torná-lo um erudito. Seu primo e amigo Thomas Medwin, que viveu nas imediações, contou sua história em "The Life of Percy Bysshe Shelley". Passou a meninice de maneira feliz, ocupando seu tempo no campo, caçando e pescando.
Em 1802, Percy entrou na "Syon House Academy", em Brentford, uma escola particular, e em 1804, no Eton College, uma escola secular nos arredores do castelo de Windsor, onde passava o tempo atormentado pelos colegas. No Eton ele se fez "fag", uma espécie de calouro de um futuro juiz no Ceilão, mas não concordava com o sistema imposto aos "fag", resistindo a ele, o que lhe rendeu o apelido de "Shelley, o louco", ou "Shelley, o ateu". Influenciado pela "escola do terror", sua primeira publicação foi o romance gótico Zastrozzi (1810), em que ele expôs sua visão ateísta do mundo através do vilão Zastrozzi. No mesmo ano, Shelley, junto com sua irmã Elizabeth, publicou Original Poetry by Victor and Cazire.
Em 10 de abril de 1810, matriculou-se na Universidade de Oxford. Enquanto estava em Oxford, publicou uma coleção de versos (talvez ostensivamente burlescos, mas bastante subversivos), Posthumous Fragments of Margaret Nicholson, em conjunto com o amigo Thomas Jefferson Hogg.
Em 1811, Shelley publicou seu segundo romance gótico, St. Irvyne; or, The Rosicrucian e um panfleto denominado The Necessity of Atheism ("A Necessidade do Ateísmo"). Esse fato chamou a atenção da administração da universidade, e ele foi chamado para ser julgado diante dos seus membros, incluindo o Reitor, George Rowley. Sua recusa em repudiar a autoria do panfleto resultou na expulsão de Oxford em 25 de março de 1811, juntamente com Hogg. A redescoberta, na metade de 2006, do longo trabalho perdido de Shelley "Poetical Essay on the Existing State of Things", um poema anti-monarquista e anti-guerra impresso em 1811, em Londres, por Crosby and Company como sendo "de um cavalheiro da Universidade de Oxford", deu uma nova dimensão à expulsão, reforçando a implicação de Hogg nas motivações políticas. Foi dada a Shelley a chance de ser reintegrado, após a intervenção de seu pai, sob a condição de retratação de sua declaração. Sua terminante recusa causou uma desavença com o pai.
Em 1813, aos 21 anos, Shelley "imprimiu" por conta própria, com seus próprios recursos, seu primeiro poema de maior porte, Queen Mab ("Rainha Mab"), um longo poema de 9 cantos, com 150 cópias. Queen Mab atacava os males da humanidade: comércio, guerra, monarquia, igreja, casamento, consumo de carne, e foi introduzido como prescrição moral para uma humanidade oprimida pelo mundo industrializado; Shelley planejava sua distribuição em um grupo fechado de amigos e conhecidos. 70 cópias foram encadernadas e distribuídas pessoalmente por Shelley, e 80 foram comercializados pela "William Clark's bookshop", em Londres.  Um ano antes de sua morte, em 1821, um dos lojistas pegou as cópias restantes, imprimiu uma edição e a distribuiu no mercado negro. Shelley estava desanimado mediante a descoberta da pirataria, e pediu uma interdição do lojista, mas como o poema foi impresso ilegalmente, seus direitos autorais não foram reconhecidos. William Clark foi detido por 4 meses pela publicação e distribuição de Queen Mab. Entre 1821 e 1830 várias edições de Queen Mab foram produzidas e distribuídas entre e pela classe dos trabalhadores, tornando-se uma espécie de bíblia para o cartismo.
No outono de 1815, Shelley produziu seu primeiro poema considerável, Alastor, or The Spirit of Solitude, publicado em 1816. Na época, Shelley era influenciado pelo poeta William Wordsworth.

### Casamento
Quatro meses após sua expulsão da universidade, em 28 de agosto de 1811, Shelley casou, aos 19 anos, com Harriet Westbrook, de 16, uma colega de suas irmãs, filha de um taverneiro. Casaram-se em Edimburgo, segundo os ritos da igreja escocesa, apesar de Shelley ser contra o casamento formal. O casal viveu em vários locais, e num deles conheceu o poeta Southey; na Irlanda Shelley escreveu "Adress to the Irish People", um panfleto estimulando os irlandeses à emancipação católica. Em Londres, nasceu a filha de Shelley, Ianthe Eliza (1813-1876). 
Em 1814, Shelley conheceu Mary Godwin, então com 16 anos, filha de William Godwin (precursor do anarquismo) e Mary Wollstonecraft (autora de "A Vindication of the Rights of Woman"), e apaixonou-se por ela. Fugiram juntos, para a Suíça, ao lado de Claire Clairmont (enteada de William Godwin), voltando posteriormente à Londres, mas Shelley instalou Harriet nas imediações. Harriet lhe deu outro filho, Charles, que morreria de tuberculose em 1826.

### Byron
No verão de 1816, Shelley e Mary, ainda em companhia de Claire, foram para a Suíça, onde encontraram Lord Byron, que tivera um relacionamento anterior com Claire. A amizade com Byron produziu grande efeito sobre Shelley, e passavam as tardes a fazer passeios de barco, juntos. Durante um desses passeios, escreveria seu Hymn to Intellectual Beauty ("Hino à Beleza Intelectual"), a primeira produção significativa desde Alastor. Um outro passeio, dessa vez para Chamonix, nos Alpes franceses, inspiraria Mont Blanc, um poema em que Shelley declara a inevitabilidade da relação entre a mente humana e a natureza.
Numa dessas excursões, numa cabana rumo ao Mont Blanc, todo o seu grupo estava reunido, lendo uma coleção de histórias alemãs sobre fantasmas, quando tiveram a ideia de todos escreverem uma história de mistério. O resultado mais importante foi o Frankenstein, de Mary Shelley, que posteriormente foi acabado, e publicado em 1º de janeiro de 1818.

### Segundo casamento
Em novembro de 1816, Harriet suicidou-se morrendo afogada, e seu corpo só foi encontrado em 10 de dezembro, no Hyde Park, Londres. Shelley casou-se com Mary Godwin em 30 de dezembro, estabelecendo-se em Great Marlow, Buckinghamshire. O pai de Harriet, baseado no fato de que Shelley abandonara a esposa e criaria os filhos em crenças ateístas e antissociais, pleiteou a tutela dos dois netos. Shelley perdeu a guarda dos filhos, mas o pai de Harriet também não a obteve; a corte deixou-os sob a tutela de um médico irlandês, Dr. Hume, indicado por Shelley.
Shelley submeteu a Leigh Hunt, diretor do "The Examiner", o seu "Hymn to Intellectual Beauty", sob pseudônimo, e foi publicado em outubro de 1816. Quando Hunt soube a verdade, honrou-o ao lado de John Keats e de J. H. Reynolds, com o manifesto "Jovens Poetas". A maior produção de Shelley durante esse período foi Laon and Cythna; or, The Revolution of the Golden City, um longo poema narrativo em que atacava a religião; esse poema foi posteriormente editado e renomeado como The Revolt of Islam, em 1818. Shelley escreveu ainda dois revolucionários tratos políticos, "The Hermit of Marlowe". Em fins de 1817, Shelley escreveu, em competição com Horace Smith, um soneto sobre Ozimândias.
Em 2 de setembro de 1817, Mary e Shelley tiveram uma filha, Clara Everina. Shelley adoeceu e foi recomendado, pelo médico, ir para a Itália.

### Itália
Em março de 1818, os Shelley partiram para Milão. Lá, escreveu Julian and Maddalo, inspirado nos passeios e conversas com Byron, em Veneza, terminando com uma visita a um hospício. Esse poema marcou o aparecimento do estilo urbano em Shelley, e ele começou o longo drama em versos Prometheus Unbound ("Prometeu Libertado"), uma releitura da peça perdida de Ésquilo. A tragédia foi escrita entre 1818 e 1819, quando seu filho Will morreu de febre em Roma, e sua filha Clara Everina morreu em Veneza.
Uma filha, Elena Adelaide Shelley, nasceu em 27 de dezembro de 1818 em Nápoles, Itália, e foi registrada como sendo filha de Shelley e de uma mulher chamada Marina Padurin. Como a identidade dessa mulher nunca foi esclarecida, alguns estudiosos aventam a hipótese de a verdadeira mãe ter sido Claire Clairmont ou Elise Foggi, uma governanta da família. Alguns estudiosos aventam também a possibilidade de a criança ter sido adotada por Shelley para compensar a morte dos dois filhos. Elena, porém, foi deixada com pais adotivos poucos dias após, e os Shelley partiram para outra cidade italiana. Elena morreu 17 meses depois, em 10 de junho de 1820.
Os Shelley moraram em várias cidades italianas durante esse período. Em 1818, moraram em uma pensão na Via Valfonde. Ali, eles receberam dois visitantes: Sophia Stacey e sua companheira de viagem, Miss Corbet Parry-Jones. Shelley teve um breve idílio com Sophia, e escreveu, então, "Ode to Sophia Stacey".
Shelley completou Prometheus Unbound em Roma, e no verão de 1819 escreveu a tragédia The Cenci, em Livorno. Nesse ano, inspirado entre outras coisas pela Batalha de Peterloo, ele escreveu os poemas políticos The Masque of Anarchy e Men of England. Ainda nesse período escreveu o ensaio The Philosophical View of Reform. Amélia Curran pintou-lhe o retrato que, mesmo inacabado, tornou-se um dos mais conhecidos dos poetas ingleses.
Em 1819, nasceu seu filho Percy Florence, que mais tarde herdaria o título de baronete e viveria até 1889. Nessa época Shelley compôs, em três dias, o poema "The Witch of Atlas", e depois escreveu "Oedipus Tyrannus; Or, Swellfoot The Tyrant: A Tragedy in Two Acts" ("Édipo Tirano"). Inspirado na morte de Keats, em 1821, Shelley escreveu a elegia Adonais. 
O casal Edward e Jane Williams se desloca até Pisa para conhecê-lo, e Shelley se interessa por Jane. Também se junta ao grupo Edward John Trelawny. Shelley e Byron encomendam dois navios, do capitão Daniel Roberts. O barco de Shelley é denominado "Don Juan" por Byron, mas Shelley preferia chamá-lo "Ariel". 
Leigh Hunt e sua família são convidados para ir à Itália, instalar-se junto aos Shelley e criar um novo jornal. O jornal a princípio é denominado Hespérides, mas acabou saindo com o título "The Liberal", e pertenceria a Hunt, Shelley e Byron.

### Morte

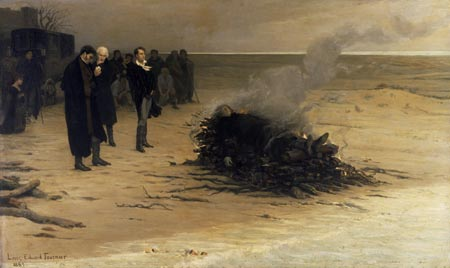
O Funeral de Shelley, por Louis Edouard Fournier (1889); da esquerda para direita Trelawny, Hunt e Byron

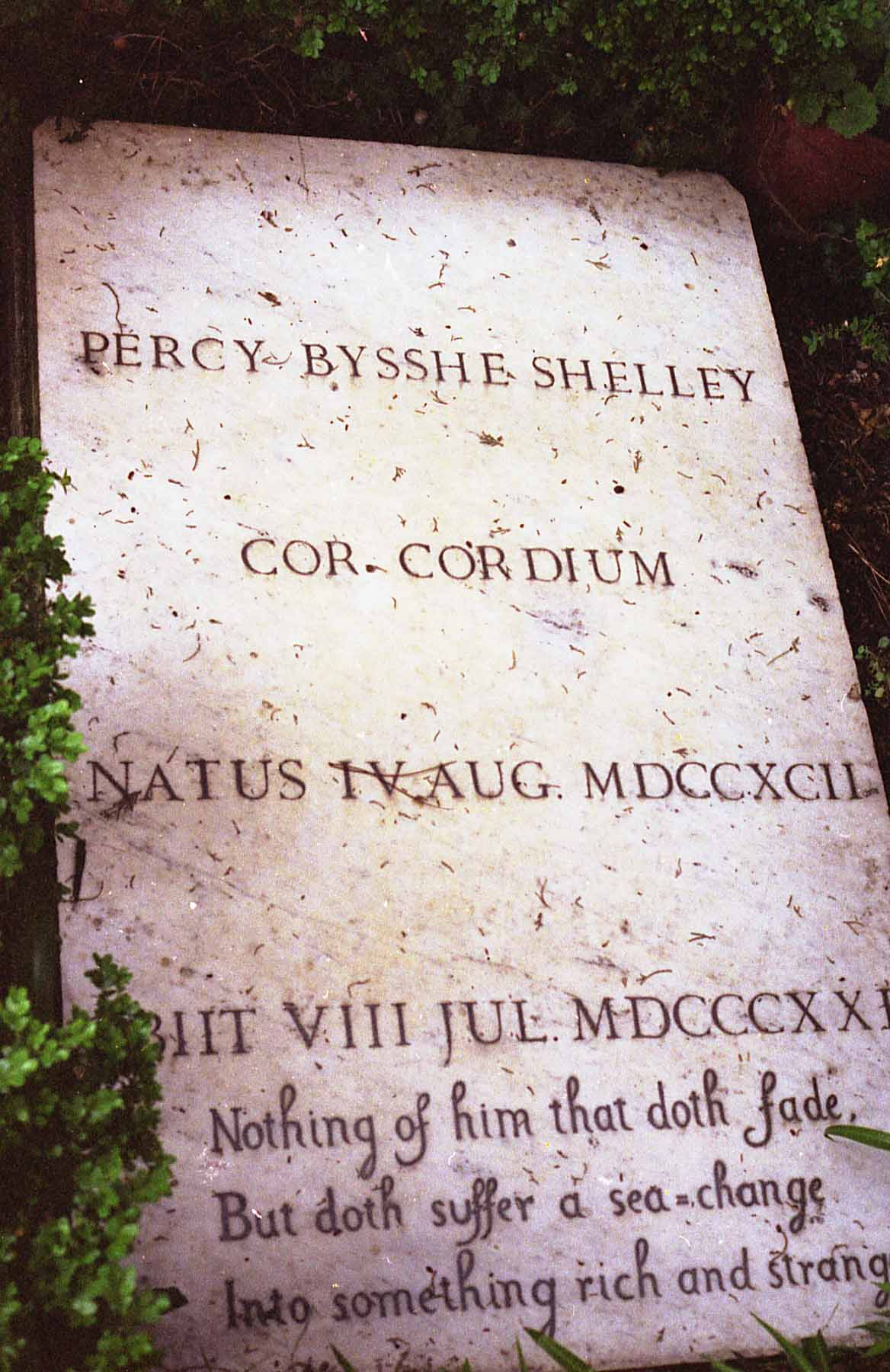
Sepultura no Cemitério Protestante em Roma

Em 8 de julho de 1822, de Pisa para Livorno, Shelley foi aconselhado a esperar mais um dia para sair em seu barco, devido ao mau tempo. Mesmo assim partiu, e o barco se perdeu na tempestade. Morreram Shelley, Edward Williams e o grumete Charles Vivien. Após algum tempo, o mar devolveu os corpos. Percy foi encontrado na praia perto da Via Reggio, tendo no bolso uma edição de Sófocles e o último volume de Keats.
Os corpos foram enterrados nos locais onde foram encontrados, como mandava a lei, jogando cal nas covas. Apesar do regulamento, sob influência do ministro britânico em Florença, as autoridades entregaram o corpo de Shelley.
Foi erigida na praia uma fornalha, perto da foz do Rio Serchio, e em 16 de agosto de 1822, o corpo foi cremado, e o coração foi retirado por Trelawny e entregue a Byron, que o entregou a Hunt e esse a Mary. As cinzas foram enterradas no mesmo cemitério de seu filho, o Cemitério Protestante, em Roma. Seu túmulo tem a inscrição em Latim Cor Cordium ("Heart of Hearts") e, em uma referência à morte no mar, umas linhas de "Ariel's Song" da A Tempestade, de Shakespeare: "Nothing of him that doth fade / But doth suffer a sea-change / Into something rich and strange".

### Descendentes
Três dos filhos de Shelley sobreviveram: Ianthe e Charles, seus filhos com Harriet, e Percy Florence, seu filho com Mary. Charles faleceu de tuberculose em 1826. Percy Florence faleceu em 1889, sem filhos.
Ianthe Eliza Shelley casou em 1837 com Edward Jeffries Esdaile de Cothelstone Manor, e tiveram dois filhos e uma filha. Ianthe faleceu em 1876.
Percy Florence Shelley e sua esposa Jane adotaram uma sobrinha de Jane, Bessie Florence Gibson. Bessie casou com Leopold James Yorke Campbell Scarlett, e seus descendentes moraram na casa perto do mar 'Boscombe Manor', em Bournemouth. 

## Idealismo
A vida não-convencional de Shelley e seu idealismo descompromissado, combinados com sua ponderosa voz de desaprovação, tornaram-no uma figura decisiva durante e após sua vida. Ele tornou-se um ídolo para as próximas gerações de poetas, incluindo os da importante era vitoriana e pré-rafaelita, tais como Robert Browning, Alfred Lord Tennyson, Dante Gabriel Rossetti, Algernon Charles Swinburne, assim como Lord Byron, Henry David Thoreau, William Butler Yeats, e Edna St. Vincent Millay, e poetas de outras línguas, tais como Jan Kasprowicz, Jibanananda Das e Subramanya Bharathy. 
A desobediência civil de Henry David Thoreau e a resistência passiva de Mohandas Karamchand Gandhi foram inspiradas e influenciadas por Shelley, em sua não-violência e determinação política. Sabe-se que Gandhi teria citado frequentemente o Masque of Anarchy, de Shelley, que tem sido apontado como "talvez a primeira declaração moderna do princípio da não-violência".

## Legado

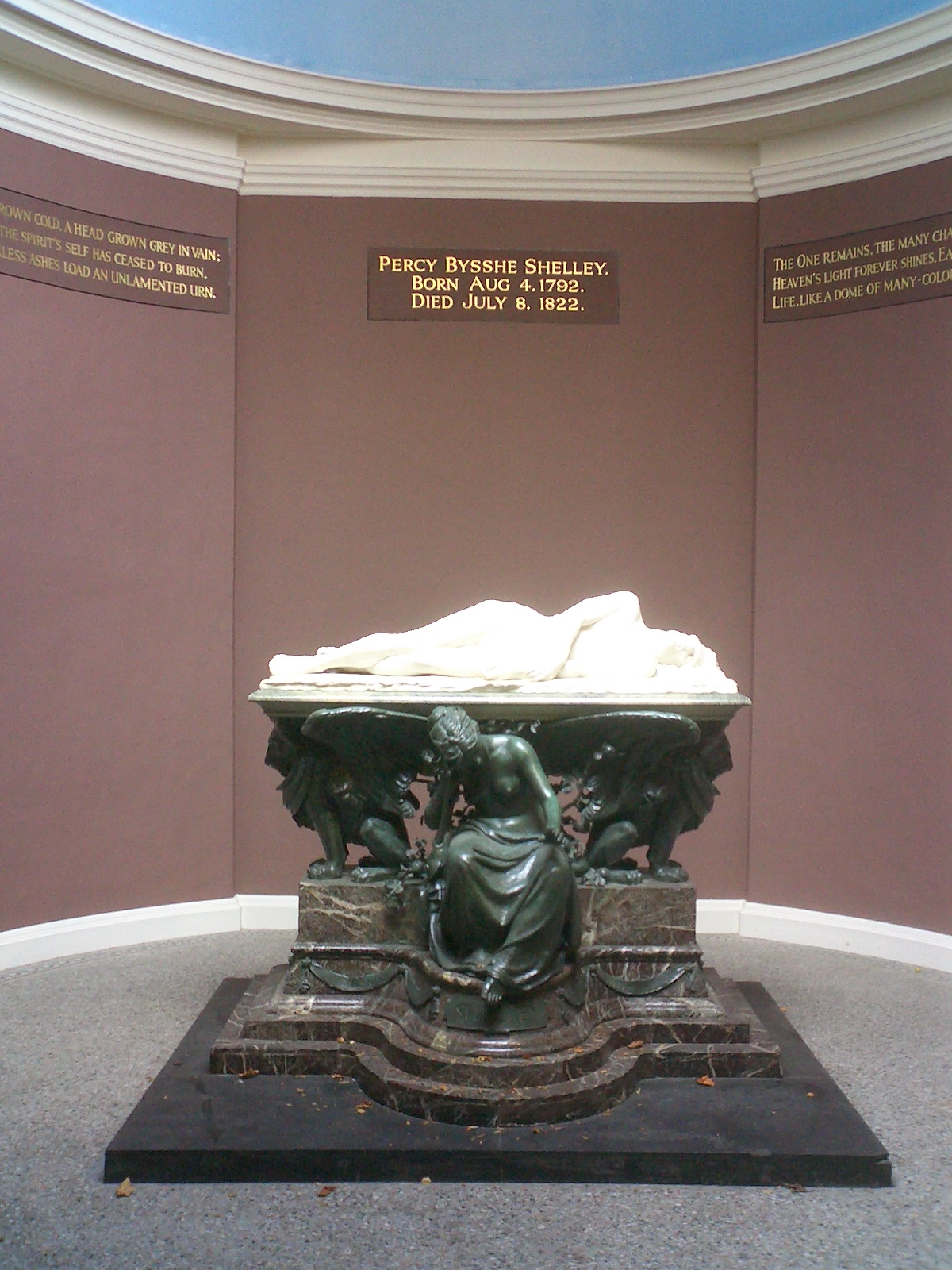
Escultura de Edward Onslow Ford no Shelley Memorial da Universidade de Oxford

Shelley não chegou a testemunhar a extensão de seu sucesso e influência nas gerações futuras. Alguns de seus trabalhos foram publicados, mas não lhe renderam financeiramente.
O modo de agir de Shelley não proliferou até sua geração passar, ao contrário de Byron, que era popular em todas as classes durante sua vida, a despeito de seu ponto de vista radical. Por décadas após sua morte, Shelley foi principalmente apreciado pelos poetas vitorianos, pelos pré-rafaelitas, pelos socialistas e pelos movimentos trabalhistas.
Ele foi admirado por Mahatma Gandhi, Alfred Nobel, C. S. Lewis, Karl Marx, Henry Stephens Salt, George Bernard Shaw, Bertrand Russell, Isadora Duncan, Jiddu Krishnamurti ("Shelley is as sacred as the Bible."), Upton Sinclair e William Butler Yeats. Ralph Vaughan Williams, Sergei Rachmaninoff, Roger Quilter, John Vanderslice e Samuel Barber compuseram músicas inspiradas em seus poemas.
Críticos tais como Matthew Arnold empenharam-se para expor Shelley como um lírico superficial, que não tinha uma posição intelectual séria e cujos longos poemas não tinham valor para estudos. Matthew Arnold descrevia Shelley qual um "belo, mas ineficaz anjo". Sua posição contrasta violentamente com o julgamento das gerações anteriores, que conheciam Shelley como um cético e radical.
Muitos dos trabalhos de Shelley permaneceram não publicados após sua morte, com longas peças tais como A Philosophical View of Reform, a qual existia apenas em manuscrito nos anos 1920, por ele ter sido considerado um lírico menor. Com a inserção do estudo da literatura formal no início do século XX, e a descoberta e reavaliação de sua obra por estudiosos tais como K.N. Cameron, Donald H. Reiman e Harold Bloom, a opinião moderna sobre Shelley mudou radicalmente.
Paul Foot, em seu Red Shelley, documentou o papel essencial dos trabalhos de Shelley, especialmente Queen Mab, na origem do radicalismo britânico. Vários trabalhos do poeta foram banidos dos respeitáveis lares vitorianos, e seus escritos politicos foram pirateados por homens tais como Richard Carlile, que costumeiramente era preso por imprimir "libelos sediciosos e blasfemos" (material proibido pelo governo), e essas baratas edições piratas alcançaram centenas de ativistas e trabalhadores ao longo do século IX.
Em outros países tais como a Índia, os trabalhos de Shelley chegaram através de cópias piratas e influenciaram poetas tais como Rabindranath Tagore e Jibanananda Das. 
Em 2005, a "University of Delaware Press" publicou uma longa biografia de Shelley em dois volumes, elaborada por James Bieri.  Em 2008 a "Johns Hopkins University Press" publicou uma biografia de 856 páginas, em um único volume, também de Bieri: Percy Bysshe Shelley: A Biography.
Houve a redescoberta de um longo ensaio perdido de Shelley, o "Poetical Essay on the Existing State of Things", até o momento ainda não publicado (Novembro de 2009). Uma análise do poema apareceu no Times Literary Supplement: H. R. Woudhuysen, "Shelley's Fantastic Prank", 12 de julho de 2006.
Em 2007, John Lauritsen publicou The Man Who Wrote "Frankenstein" em que ele defende que a contribuição de Percy Bysshe Shelley para o romance é muito mais extensa do que se havia anteriormente pensado.

## Shelley em ficção
- O romance de Julian Rathbone, em 2002, A Very English Agent, sobre o espião Charles Boylan, do século IX, mostra uma passagem fictícia na Itália, em que Boylan intromete-se no barco de Shelley sob ordens do governo britânico, causando sua morte. Shelley também é caracterizado em The Stress of Her Regard, um romance de 1989 de Tim Powers, que propõe uma história secreta conectando os escritos do romantismo inglês com a mitologia dos vampiros e Lamia.
- Shelley aparece no romance Passion, de Jude Morgan, em 2005, com Byron, Keats, Samuel Taylor Coleridge, Leigh Hunt, e uma porção de outros personagens tais como Lady Caroline Lamb, Augusta Leigh, Mary Shelley, e Fanny Brawne.  Mary e Percy Shelley também aparecem no livro "AngelMonster", de Veronica Bennet, em 2006.
- Shelley aparece em Frankenstein Unbound, de Brian Aldiss. Foi feito um filme, baseado no romance, dirigido por Roger Corman e estrelando John Hurt e Bridget Fonda, em 1990.  Shelley faz um aparecimento na história alternativa The Difference Engine, de William Gibson e Bruce Sterling.
- Eventos do relacionamento de Shelley e Byron na casa do Lake Geneva, em 1816, foram ficcionalizados em 3 filmes: em uma produção britânica de 1986, Gothic, dirigido por Ken Russell e estrelado por Gabriel Byrne, Julian Sands, e Natasha Richardson; em uma produção espanhola de 1988, Rowing with the Wind (Remando al viento), estrelado por Lizzie McInnerny como Mary Shelley e Hugh Grant como Lord Byron. Shelley é, provavelmente, o personagem do filme intitulado Haunted Summer, feito em 1988, estrelando Laura Dern e Eric Stoltz. Embora sensacionalista em algumas cenas, Haunted Summer' caracteriza realisticamente Shelley, Mary Shelley e Lord Byron.
- A peça de Howard Brenton, Bloody Poetry, primeira encenação do Haymarket Theater em Leicester, em 1984, concentra-se na complexa relação entre Shelley, Mary Shelley, Claire Clairmont, e Byron. A cremação de Shelley em Viareggio e a remoção de seu coração por Trelawny são descritas na peça de Tennessee Williams, Camino Real, com um Byron ficcional.
- Percy, Mary e sua irmã Claire são algumas das personagens do romance The Vampyre: The Secret History of Lord Byron, de Tom Holland (1995). A história se concentra em Lord Byron, poeta e amigo de Percy Shelley. Holland providencia uma conclusão ficcional para a misteriosa morte de Shelley.
- A estranha morte de Shelley e sua repercussão inspiraram o conto "Paper Boat", escrito por Tanith Lee.  Shelley é também caracterizado no poema filosófico do poeta búlgaro Pencho Slaveykov, Heart of Hearts. O Prometheus Unbound de Shelley é citado pelo Capitão Jean Luc Picard em Star Trek: The Next Generation, no episódio "Skin of Evil". "A great poet once said, All spirits are enslaved that serve things evil".
- Shelley aparece no romance de Peter Ackroyd, The Casebook of Victor Frankenstein. Nesse livro, o Victor Frankenstein de Mary Shelley é retratado como um dos amigos de Shelley e casa com Ianthe.
- Shelley é também o principal modelo de Marmion Herbert, um dos dois protagonistas da novella de Benjamin Disraeli, Venetia (1837); o outro protagonista, Lord Cadurcis, é baseado em Lord Byron.
- O poema de Shelley "The Indian Serenade" é recitado em Chosen, uma House of Night, romance de P.C. Cast.
- Um trecho do poema Ozymandias fecha o capítulo 12, "Contemplai minhas obras, ó poderosos..." da série em quadrinhos Watchmen, de Alan Moore. O trecho também dá nome ao capítulo.
- Em 2017 um trecho do poema Ozymandias (soneto de Shelley) foi recitado pelo personagem David no filme Alien: Covenant.

## Shelley em música
Muitos dos trabalhos de Shelley serviram de inspiração para composições musicais.
- Em 1852, o compositor alemão Robert Schumann musicou "The Fugitives" (1824), como "Die Flüchtlinge", Op. 122, no. 2 (1852).
- Em 1895, o compositor estadunidense Charles Ives musicou "The World's Wanderers" (1824).
- Em 1902, o compositor britânico Sir Granville Bantock escreveu um poema para orquestra baseado no poema The Witch of Atlas (1824), The Witch of Atlas: Tone Poem for Orchestra No. 5 after Shelley, que foi desempenhado em 10 de setembro de 1902.
- O compositor estadunidense Samuel Barber escreveu o trabalho musical Music for a Scene from Shelley, Op. 7, em 1933, após ler Prometheus Unbound (1820).
- O compositor alemão Berthold Goldschmidt compôs uma ópera em 3 atos baseada na peça de Shelley The Cenci, em 1949, intitulada Beatrice Cenci, com libreto de Martin Esslin. A ópera foi a vencedora do Festival of Britain, em 1951, e sua primeira performance foi em 1988. O primeiro estágio da produção Beatrice Cenci no Reino Unido foi no Trinity College of Music, de 9 a 11 de julho de 1998.
- Em 1951, o compositor clássico britânico Havergal Brian compôs uma ópera baseada na peça The Cenci, em 8 cenas; essa ópera estreou no Reino Unido em 1997.
- Em 1958, o compositor inglês Benjamin Britten publicou o ciclo Nocturne, Op.60, com a canção "On a poet's lips", com o lirismo de Prometheus Unbound.
- Em 1971, Beatrix Cenci estreou em uma ópera em dois atos por Alberto Ginastera, com um libreto espanhol.
- Diante de uma plateia de 250 000 a 300 000, Mick Jagger, dos The Rolling Stones, leu uma parte de Adonais no concerto Brian Jones, de Hyde Park, em 5 de julho de 1969; Jones, guitarrista dos Stones, tinha se afogado em 3 de julho de 1969 em sua piscina.
- A banda de rock inglesa The Cure gravou a canção intitulada "Adonais", baseada na elegia de Shelley, na coleção Join The Dots: B Sides and Rarities, 1978-2001 (2004).
- A coletiva de arte-rock estadunidense The Pretty Petty Thieves realizou uma edição limitada (apenas 250 cópias) EP intitulada Percy Shelley's Heart, em 2006.
- A banda psicodélica de rock of Arrowe Hill gravou uma canção chamada "Cor Cordium (Bysshe Goes to Bel-Air)", baseada na morte de Shelley, que foi incluída em seu quarto LP 'A Few Minutes in the Absolute Elsewhere'.

## Obras principais
- (1810) Zastrozzi
- (1810) Original Poetry by Victor and Cazire (escrito com sua irmã Elizabeth Shelley)
- (1810) Posthumous Fragments of Margaret Nicholson: Being Poems Found Amongst the Papers of That Noted Female Who Attempted the Life of the King in 1786
- (1811) St. Irvyne|St. Irvyne; or, The Rosicrucian
- (1811) The Necessity of Atheism ("A Necessidade do Ateísmo")
- (1812) The Devil's Walk: A Ballad
- (1813) Queen Mab: A Philosophical Poem ("Rainha Mab")
- (1814) A Refutation of Deism: in a Dialogue
- (1815) Alastor, or The Spirit of Solitude
- (1815) Wolfstein; or, The Mysterious Bandit (chapbook)
- (1816) Mont Blanc (poema)|Mont Blanc
- (1817) Hymn to Intellectual Beauty ("Hino à Beleza Intelectual")
- (1817) Laon and Cythna; or, The Revolution of the Golden City
- (1817) The Revolt of Islam, A Poem, in Twelve Cantos: A Vision of the Nineteenth Century
- (1817) History of a Six Weeks' Tour through a part of France, Switzerland, Germany, and Holland (with Mary Shelley)
- (1818) Ozymandias (texto) ("Ozimândias")
- (1818) Plato, The Banquet tradução.[22] ("O Banquete", de Platão)
- (1818) Frankenstein|Frankenstein; or, The Modern Prometheus (Prefácio e contribuições não-creditadas para o texto)
- (1818) Rosalind and Helen: A Modern Eclogue
- (1819) The Cenci, A Tragedy, in Five Acts ("Os Cenci")
- (1819) Ode to the West Wind ("Ode ao Vento Oeste")
- (1819) The Masque of Anarchy
- (1819) Men of England
- (1819) England in 1819
- (1819) The Witch of Atlas
- (1819) A Philosophical View of Reform
- (1819) Julian and Maddalo: A Conversation
- (1820) Prometheus Unbound, A Lyrical Drama, in Four Acts ("Prometeu Libertado")
- (1820) To a Skylark ("A Uma Cotovia")
- (1820)  Oedipus Tyrannus; Or, Swellfoot The Tyrant: A Tragedy in Two Acts (peça satírica)
- (1821) Adonaïs – elegia sobre a morte de John Keats
- (1821) Hellas, A Lyrical Drama
- (1821) A Defence of Poetry (1ª publicação em 1840) ("Uma Defesa da Poesia")
- (1822) The Triumph of Life (inacabada, publicada em 1824, após a morte de Shelley) ("O Triunfo da Vida")
- (1822) The Cloud

## Obras curtas em prosa
- "The Assassins, A Fragment of a Romance" (1814)
- "The Coliseum, A Fragment" (1817)
- "The Elysian Fields: A Lucianic Fragment"
- "Una Favola (A Fable)" (1819, original em italiano)

## Ensaios
- Poetical Essay on the Existing State of Things (1811)
- A Defence of Poetry
- On Love
- On Life in a Future State
- On The Punishment of Death
- Speculations on Metaphysics
- Speculations on Morals
- On Christianity
- On the Literature, the Arts and the Manners of the Athenians
- On the Symposium, ou Preface to The Banquet Of Plato
- On Friendship